# Ladislavella occulta
Ladislavella occulta – palearktyczny gatunek słodkowodnego ślimaka nasadoocznego z rodziny błotniarkowatych (Lymnaeidae).
Gatunek ten został opisany naukowo z Polski przez Marię Jackiewicz w 1959 roku pod nazwą Galba occulta. W 2002 roku zaliczony do nowo utworzonego rodzaju Catascopia (nazwa ta została w 2012 roku zastąpiona starszą dostępną nazwą Ladislavella). Od 2008 roku malakolodzy traktowali L. occulta jako synonim syberyjskiego gatunku Ladislavella terebra (wówczas spotykanego pod nazwami Stagnicola terebra, Limnaea palustris var. terebra lub Catascopia terebra). W 2018 roku Pieńkowska i Lesicki wykazali jednak, że choć przedstawiciele populacji polskich i syberyjskich nie różnią się pod względem budowy muszli i narządów płciowych, dzielą je różnice genetyczne na tyle duże, że Ladislavella occulta zasługuje na wyróżnienie jako osobny gatunek.
Ladislavella occulta występuje na bagnach i torfowiskach w środkowej i wschodniej Europie, m.in. w Niemczech, Polsce, Ukrainie, Czechach, na Węgrzech i w europejskiej części Rosji (stwierdzenie ze Szwecji okazało się błędne); wschodnia granica zasięgu wciąż nie jest określona. Wszędzie jest to gatunek rzadki i znany z niewielu stanowisk. Został umieszczony na Czerwonej Liście Zwierząt Ginących i Zagrożonych w Polsce w kategorii NT (bliski zagrożenia).